# Cviterion
Cviterioni (cviterionski spojevi) su neutralni spojevi koji imaju jedinice s nabojima suprotnoga predznaka. Cviterione još nazivamo unutrašnjim solima, zwitterionskim spojevima i zwitterionima.
Električni naboj može biti i pozitivan i negativan. Cviterione razlikujem od dipola, pri različitim mjestima unutar te molekule. 
Riječ zwitterion' dolazi iz njemačkog zwitter, "hibrid", a prije je zvan dipolarni ion. 
Za razliku od amfoternih spojeva koji mogu biti ili samo kationska ili anionska vrsta ovisno o vanjskim uvjetima, cviterion može istovremeno imati oba ionska stanja u istoj molekuli.
Po redoslijedu opadajućeg prioriteta pri odabiru i imenovanju glavne karakteristične skupine, cviterioni su četvrti po redu razredni spojevi.